# クリスチャン・アスムッセン
クリスチャン・アスムッセン（Kristian Asmussen、1971年4月16日 - ）は、デンマークのハンドボールの選手で、現在はハンドボルド・リーガエンのハンドボールリーグの KIF Kolding Københavnでゴールキーパー。彼は以前、スペインのBM AlteaとOV Helsingborg HKに所属した。
アスムッセンは、ハンドボールデンマーク代表として74試合に出場した。